# Hocquigny
Hocquigny település Franciaországban, Manche megyében. Lakosainak száma 194 fő (2022. január 1.). Hocquigny Folligny, Équilly, La Haye-Pesnel és La Lucerne-d’Outremer községekkel határos.

## Népesség
A település népességének változása:
| Lakosok száma | 171  | 148  | 139  | 177  | 184  | 185  | 184  | 188  | 190  | 194  |
|               | 1968 | 1982 | 1990 | 2006 | 2013 | 2015 | 2017 | 2019 | 2020 | 2022 |